# Sigillenmagie
Sigillenmagie (von lateinisch sigillum ‚Siegel‘) ist eine Form der Magie, in der Sigillen benutzt werden. Sigillen sind graphische Symbole, die in der Hauptsache aus ligierten Buchstaben bestehen. Eine besondere Rolle spielt die Sigillenmagie in der Chaosmagie.

## Geschichte
Die magische Verwendung von Sigillen zum Beispiel auf Amuletten oder Talismanen ist sehr alt. Beispiele sind aus der Antike bekannt. In der frühen Neuzeit und dann im Okkultismus des 19. Jahrhunderts wurden Sigillen Teil der Ritualmagie.
Die moderne Form der Sigillenmagie, bei der die Praktizierenden keine tradierten Formen benutzen, sondern die Sigille selbst herstellen und gestalten, geht auf den britischen Magier und Künstler Austin Osman Spare zurück und wurde in den 1960er Jahren von den Vertretern der Chaosmagie rezipiert, aber auch von Strömungen des Neopaganismus.

## Herstellung und Verwendung von Sigillen

Sigille aus „WIKIPEDIA“ (reduziert auf „WIKPEDA“)

Ein heute insbesondere in der Chaosmagie verbreitetes Verfahren wurde von Austin Osman Spare in seinem Book of Pleasure („Buch der Freude“, 1913) beschrieben, bei dem gewöhnliche lateinische Buchstaben verwendet werden. Es wird zunächst in affirmativer Form ein Wunsch oder Ziel formuliert, zum Beispiel „ICH WERDE GELIEBT“. Dann werden doppelte Buchstaben entfernt: „ICHWERDGLBT“. Aus diesen Buchstaben wird in beliebiger Anordnung durch Ligieren ein graphisches Symbol geformt. Um das Symbol nicht allzu komplex werde zu lassen, kann die Buchstabenzahl durch Entfernen aller doppelt auftretender Buchstaben weiter reduziert werden: „CHGBTRDN“. Alternativ kann entsprechend Spare die Aussage in Teile zerlegt („ICH WERDE“ und „GELIEBT“) und auf diese Teile das Verfahren angewandt werden. Die so entstehenden Sigillen werden dann zu einer Gesamtsigille kombiniert.
Alternativ können Sigillen durch eine Form des automatischen Schreibens bzw. des automatischen Zeichnens erstellt werden (vgl. Spares Buch der automatischen Zeichnungen). Jan Fries beschreibt auch noch einige andere Formen der Sigillenerstellung.
In einem zweiten Schritt soll erreicht werden, dass der Bedeutungsinhalt vom Bewusstsein „vergessen“ und in das Unbewusste aufgenommen wird (Spare war stark beeinflusst von Konzepten der Freudschen Psychoanalyse, wobei er das Unbewusste als Sitz der magischen Kraft sah). Durch das Vergessen verlieren die Sigillen ihren Symbolcharakter und werden zu einem Ding. Jaq D. Hawkins spricht in diesem Zusammenhang von „Reifikation“ (Verdinglichung).
Dazu wird empfohlen, zunächst einige Zeit verstreichen zu lassen. Für das anschließende magische „Aufladen“ werden verschiedene Techniken wie Meditation, Trommeln, Tanzen, Singen, selbstentwickelte Rituale oder sexualmagische Techniken vorgeschlagen. Jaq D. Hawkins bemängelt hier, dass die Bedeutung des „Aufladens“ in den chaosmagischen Schriften zwar stets betont wird, dass konkrete Verfahren jedoch nur vage beschrieben werden.
Zweck der Sigillenmagie ist also, einen Wunsch beziehungsweise ein Ziel im Unbewussten zu verankern, um somit das Gewünschte zu erreichen. Während der bewusste Verstand eine niedergeschriebene Affirmation in ihrem Inhalt sofort erkennt, und mental auch mit (Selbst-)Zweifeln reagieren kann, ist das bei einem Sigill nicht möglich, wenn zum Zeitpunkt des „Aufladens“ beziehungsweise der Verwendung die Bedeutung vergessen oder verdrängt wurde.
Die Sigillenmagie weist insgesamt Ähnlichkeiten mit modernen Affirmationstechniken wie der Autosuggestion und der Selbsthypnose und den Konzepten des Positiven Denkens oder der Neuro-Linguistisches Programmieren auf. Als Gegenstand der Meditation sind Sigillen analog den Yantras in Hinduismus und Tantrismus.